# 克里斯汀·固德佳斯
克里斯汀·固德佳斯（英語：Christian Gudegast，1970年2月9日—），美國男編劇、導演和製片人。

## 生平
克里斯汀·固德佳斯出生於加利福尼亞州洛杉磯，是黛兒·羅素（Dale Russell）和德裔演員艾瑞克·布瑞登的兒子。他於1992年畢業於加州大學洛杉磯分校電影學院，並獲得一流的成績。他的論文電影《暗影箱》（Shadow Box）在同年獲得了最佳學生電影獎。
他的職業生涯始於執導嘻哈音樂MV，並於1993年將他的第一個劇本《黑海》（Black Ocean，與搭檔保羅·舒林合作編寫）賣給了奧利佛·史東從而開始了他的編劇生涯。電視電影《命運戰士》（Soldier of Fortune）為他首部發行成功的編劇作，而編劇的首部院線電影為《單刀直入》（2003年）。自《全面攻佔2：倫敦救援》（2016年）後，固德佳斯在《極盜戰》中再次與主演傑瑞德·巴特勒合作，固德佳斯擔任該片的導演和編劇，這同時也是他的導演處女作。
固德佳斯已婚，育有三個孩子。

## 作品列表
| 年份 | 標題                                     | 職位 | 職位 | 職位       | 附註     |
| 年份 | 標題                                     | 導演 | 監製 | 編劇       | 附註     |
| ---- | ---------------------------------------- | ---- | ---- | ---------- | -------- |
| 1997 | 《命運戰士》（Soldier of Fortune）       |      |      | 是         | 電視電影 |
| 2001 | 《赌城大笨贼》（Beyond the City Limits） |      |      | 故事       |          |
| 2003 | 《單刀直入》                             |      |      | 是         |          |
| 2008 | 《英雄歸來》                             |      | 是   |            |          |
| 2009 | 《綁票》（Sequestro）                    |      |      | 執行製片人 | 紀錄片   |
| 2016 | 《全面攻佔2：倫敦救援》                  |      |      | 是         |          |
| 2018 | 《極盜戰》                               | 是   | 執行 | 是         |          |
| 2023 | 《迫降危機》                             |      | 執行 |            |          |
| 2025 | 《鑽石大劫案：極盜戰》                   | 是   |      | 是         |          |

## 外部連結
- 克里斯汀·固德佳斯在互联网电影资料库（IMDb）上的資料（英文）
- Variety: Gudegast to direct "Den of Thieves" （页面存档备份，存于）
- New York Times: Christian Gudegast （页面存档备份，存于）
- Los Angeles Times: 'A Man Apart's' a Diesel vehicle if there ever was one （页面存档备份，存于）